# Anselme Mathieu
Anselme Mathieu, né le 21 avril 1828 à Châteauneuf-Calcernier et mort le 8 février 1895 à Châteauneuf-du-Pape, est un poète provençal, cofondateur du Félibrige, et vigneron à Châteauneuf-du-Pape.

## Biographie
Il est scolarisé au collège / pensionnat Dupuy de la rue Louis Pasteur d'Avignon où il a comme professeur Joseph Roumanille. Il y fera aussi la connaissance de Frédéric Mistral.

### Le Félibrige
Le Félibrige a été fondé le 21 mai 1854 par sept Provençaux qui sont Joseph Roumanille, Frédéric Mistral, Théodore Aubanel, Jean Brunet, Paul Giéra, Anselme Mathieu et Alphonse Tavan.
Le vin d'Anselme Mathieu participe à la renommée du Félibrige dès l'année de sa fondation car il eut l'idée de mettre pour la première fois sa production de Châteauneuf-du-Pape en bouteille, jusque-là seulement vendu en fût, et décorée d'une étiquette Vin di Félibre agrémentée de vers de poésie. En 1876, il est élu majoral.

## Œuvres
On lui doit un recueil de poèmes, La Farandole (La farandoulo), recueil préfacé par son ami et collègue félibre Frédéric Mistral. Éditeur Bonnet fils, 1862.
Quelques-uns de ses poèmes paraîtront par la suite dans l’Armana prouvençau (l’Almanach provençal).